# Jean-Baptiste Le Chevalier
Pour les articles homonymes, voir Lechevalier.
Jean-Baptiste Le Chevalier, né le 1er juillet 1752 à Trelly et mort le 2 juillet 1836 à Paris, est un diplomate et homme de lettres français. Il est l'un des premiers à rechercher des témoignages de l'Iliade sur le site présumé de l'antique Troie. Outre ses missions diplomatiques, il a collaboré aux recherches géodésiques pour la réforme du mètre.

## Biographie
Issu par sa mère de la famille de Pierre-François Boudier, supérieur général de la congrégation de Saint-Maur, Lechevalier fit ses premières études chez un oncle paternel, chanoine de la cathédrale de St-Brieuc, qui lui destinait son bénéfice. L’ayant perdu à l’âge de quinze ans, il vint à Paris au séminaire de St-Louis, dirigé par l'abbé Garel. Trois ans après son admission, les pères l'invitèrent à professer la philosophie et les mathématiques dans les collèges du Plessis, d’Harcourt et de Navarre , où il demeura de 1772 à 1778. Il fut ensuite précepteur du fils de l'intendant de Metz.
Par l'entremise de l’abbé de Talleyrand-Périgord, il fut recruté comme consul du comte de Choiseul-Gouffier, nommé en octobre 1784 ambassadeur près la Porte ottomane, mais reçut d'abord une mission à Londres où, accueilli par les familles Fox et Lansdowne, il apprit l'anglais. Passant ensuite par Turin, Florence, Rome, Naples pour rallier Constantinople, il contracta une maladie qui le retint 7 mois dans Venise. Reprenant la mer, il fit escale sur la côte turque et, l’imagination remplie d’Homère, commença ses recherches dans la plaine de Troie : il ne se rendit qu’ensuite à Constantinople, où il retrouva plusieurs savants et artistes : le poète Delille, Cassas, Fauvel, Blanc d’Hauterive, Kauffer et l’ingénieur Foucherot.
Il reprit ses fouilles en Troade, en quête de vestiges de l'époque mycénienne. Ce fut aussi de 1785 à 1786 que Lechevalier visita et étudia les monuments de Constantinople, parcourut les rivages de la mer de Marmara, ceux du Bosphore et de la mer Noire, et recueillit les observations dont se compose son « Voyage de la Propontide et du Pont-Euxin », qui passa pendant des années pour un des meilleurs guides de voyage de l'Orient. À la suite de ses travaux et de ses découvertes dans la Troade et sur les rivages de la Propontide, Choiseul-Gouffier, désireux de s’approprier les découvertes de son employé en Troade, l'envoya en mission à Iași pour y remplacer Blanc d’Hauterive auprès de Phospodar de Moldavie, en qualité de secrétaire : « Qu’avez-vous besoin, lui disait-il, d’aller parler de la Troade chez l'internonce! » Lechevalier avait reçu l’ordre d’observer la mise à sac d’Oczakov par l'armée du prince Potemkine, et s'y tint 18 mois ; mais, avisé des nouvelles manœuvres de son ambassadeur à son encontre, il démissionna pour rentrer en France, où déjà les premières explosions révolutionnaires avaient éclaté. Il s’arrêta quelque temps à Vienne, fut invité aux fêtes de la cour, où l’empereur Joseph l’invita à lui parler de ses travaux et de ses découvertes. Il revint à Paris, fut sur le point d’épouser Marguerite-Louise Thouin (1758-1831), qui était alors une des berceuses du dauphin, mais qui se maria ensuite avec le député conventionnel de Maine-en Loire Leclerc. Mais, effrayé des progrès de la révolution, il reprit ses voyages, se faisant précepteur (maisons de la Boulaye, de Bülow, etc.). En 1791 et 1792, il passa en Allemagne, et fut reçu membre de l’Académie de Göttingen. Il alla ensuite dans le nord de l’Europe, parcourut le Danemark, la Suède, la Russie, la Hollande et la Belgique. Il se trouvait en 1794 à Saint-Petersbourg : on le chargea de venir chercher dans les Pays-Bas la comtesse Esterhazy, qui se trouvait avec ses enfants au milieu des armées belligérantes. Il se tira avec succès de cette mission difficile. Il repassa ensuite à Hambourg et de là en Angleterre, où il fit connaissance avec le banquier Coutts et avec l’un de ses gendres, le député aux Communes Francis Burdett : Lechevalier est resté jusqu’à sa mort en relation avec cette famille.
Après la chute de Robespierre, il rentra en France, chargé par le commissaire français aux échanges de prisonniers, de transmettre ses dépêches au ministre de la marine, Truguet. Talleyrand, alors ministre des relations extérieures, l’attacha à son département avec un traitement de 4 000 francs, sans autres fonctions que celles de faire les honneurs de son salon et de Paris aux étrangers. Il collabora avec Méchain à la Méridienne, mais au 18 fructidor, Lechevalier, toujours soucieux de se mettre à l’abri des troubles politiques, se hâta de passer en Espagne, avec la mission d’y porter le projet d’un nouveau système de poids et mesures. C’est dans ce premier voyage qu’il fut reçu membre de l’académie de Madrid. Après avoir visité cette capitale et les principales villes d’Espagne, il rentra en France à la fin de 1798. Il publia alors la première édition de son Voyage de la Troade. Il a été nommé conservateur de la Bibliothèque du Panthéon, en 1806.
À l’époque de la paix de 1805 puis à la Restauration, tout ce qu’il y avait d’Anglais distingués dans Paris le recherchait avec empressement.

## Publications
- Voyage dans la Troade, ou tableau de la plaine de Troie dans son état actuel, Paris, Laran, 1799
- Voyage de la Propontide et du Pont Euxin. Paris, Dentu, an VIII (1800). 2 volumes in-8, 6 cartes dépliantes.